# قناة الشباب
قناة الشباب يوث تي في (Youth TV) هي قناة فضائية مصرية تأسست عام 2010 وتعد جزءًا من مؤسسة الشباب الإعلامية والفنية. تعتبر القناة فريدة من نوعها لكونها أول قناة شبابية متعددة الثقافات، تجمع بين الجمهور المصري والعربي والأوروبي. تهدف القناة إلى تقديم محتوى من الشباب وللشباب، معتمدة على الجهود الذاتية لفريق من الشباب.
تغطي القناة مجالات متنوعة تشمل الإعلام والإنتاج الفني، حيث تقوم بإنتاج الأفلام الوثائقية والتمثيلية والكارتونية، إلى جانب البرامج التثقيفية والتقريرية والتحقيقية التي تغطي الأحداث المحلية والدولية. كما تنتج القناة فيديوهات موسيقية (كليبات) وأعمال أخرى تعتمد على مواهب وإمكانات الشباب.

## نشاطات وتعاونات القناة ومشاركتها

### على المستوي الإعلامي والسياسي
- مشاركتنا بعض المداخلات التليفزيونية، ومراسلة تغطيات في قناة «BBC» لندن، وكذلك مداخلات خاصة لنقل الأحداث على قناة «النيل لأسرة والطفل».
- مشاركتنا كشركة ميديا بالحملة الرسمية للسيد «عمرو موسى» بالإسكندرية، والقيام ببعض اللقاءات الخاصة بمرشحي الرئاسة.
- مشاركتنا كشركة ميديا في بعض الأعمال الخاصة بحزب «المصريين الأحرار» بالإسكندرية.
- لقاءات خاصة بأحداث تشكيل البرلمان، وإجراء أحاديث خاصة مع رموز الأحزاب المختلفة أثناء الانتخابات البرلمانية للمساعدة على الاختيار بين المرشحين.
- إنفردات خاصة وحصرية وسبق إعلامي للقناة من خلال والطرح وتسليط الضوء على قضايا لم يتطرق لها الإعلام من قبل، ومن ذلك على سبيل المثال لا الحصر:
- قضية «كريم أسعد» ومتابعة الوقفات الثورية المستمرة.
- قضية «التهجير في قرية النهضة» حيث قامت قناة الشباب يوث تي في "Youth TV" بتحضير فريق عمل خاص بالقناة من المحامين والإعلاميين يشكلون لجنة تقصي حقائق لمعرفة تفاصيل وأبعاد هذه القضية ومن ثم عرضها إعلامياً، إلا أنه تم كشف حقيقة تضليل الإعلام، حيث ليس هناك فتنة بين المسلمين والمسيحيين، وأن هذه القضية إختلقها الإعلام وصنع منها زوبعة دون تقصي كامل لمفرداتها وتفاصيلها، إذ أن كل ما تكشف آنذاك للجنة تقصي الحقائق خاصتنا، أن المنطقة تعاني من انعدام الآمان بشكل عام على أهاليها، وتم نشر ذلك بالمستندات واللقاءات مع أطراف المشكلة وأهالي المنطقة.
- قيام قناة الشباب يوث تي في ببذل مجهودات في سعيها لإتمام الخطوة الأولية لمساعدة مصابي الثورة، حيث تم مخاطبة جهات أجنبية طبية بالمشاركة مع جهات مصرية لمعالجة مصابي الثورة، بالإضافة للاتفاق معهم على معالجة المحتاجين وغير القادرين على تحمل نفقات علاجهم.
- عمل برنامج تليفزيوني بعنوان «حكاية شهيد» حيث إستعراض كامل لشهداء الوطن في ثورة 25 يناير من خلال معرفة خلفيات المشاركة لكل منهم في الثورة ومن ثم الإصابة التي أدت إلى الإستشهاد.
- عمل إستطلاعات للرأي خاصة بالفترة الحرجة للوطن عقب أحداث ثورة 25 يناير، إلى أن تم شغل منصب الرئاسة، كما قمنا بمتابعة الأحداث لحظياً ونقلها بحيادية تامة.
- المشاركة المستمرة في برنامج «كافيه الشباب» بقناة الإسكندرية، ولقد تم عمل تقرير عن فريق عمل قناة الشباب يوث تي في "Youth TV" على قناة «العالم الإخبارية» والمقارنة في

الأداء والمهنية والإنتاجية بيننا ومكتب جريدة «المصري اليوم» بالإسكندرية.

### على المستوي الفني
- إنتاج أغنية خاصة عن الفتنة بين المسلمين والمسيحيين لتأكيد الوحدة الوطنية وهي بعنوان «مين المستفيد» ومن غناء المطرب «فهد» وإخراج «طارق مصطفى».
- إنتاج أغنية تسجيلية لعيد الأم بعنوان «والله أغلى إتنين» كلمات وألحان «ياسر القاضي» غناء «كريم يسري»، توزيع «محمد مجدي».
- إنتاج أغنية لرمضان بعنوان «ضيعنا وقتنا» كلمات والحان «ياسر القاضي» و«إسماعيل الشاعر» غناء «كريم يسري»، توزيع «محمد مجدي».
- إنتاج مسلسل كارتوني قصير بعنوان «تيته عاليا»، وهو من تأليف د. «سميرة شرف»، وقام فيه بالأداء الصوتي «إيمان الرشيدي» ومجموعة متميزة من الممثلين.
- إنتاج عدد لا بأس به من الكليبات المصرية والأغاني التركية
- إقامة برتوكول تعاون فني يجمع بين "K-Music & Youth Production".